# Corte di Lemine
La Corte regia longobarda di Lemine era costituita da un complesso territoriale appartenente al patrimonio regio longobardo, ufficialmente attestata come tale da un diploma del re Astolfo del 755.

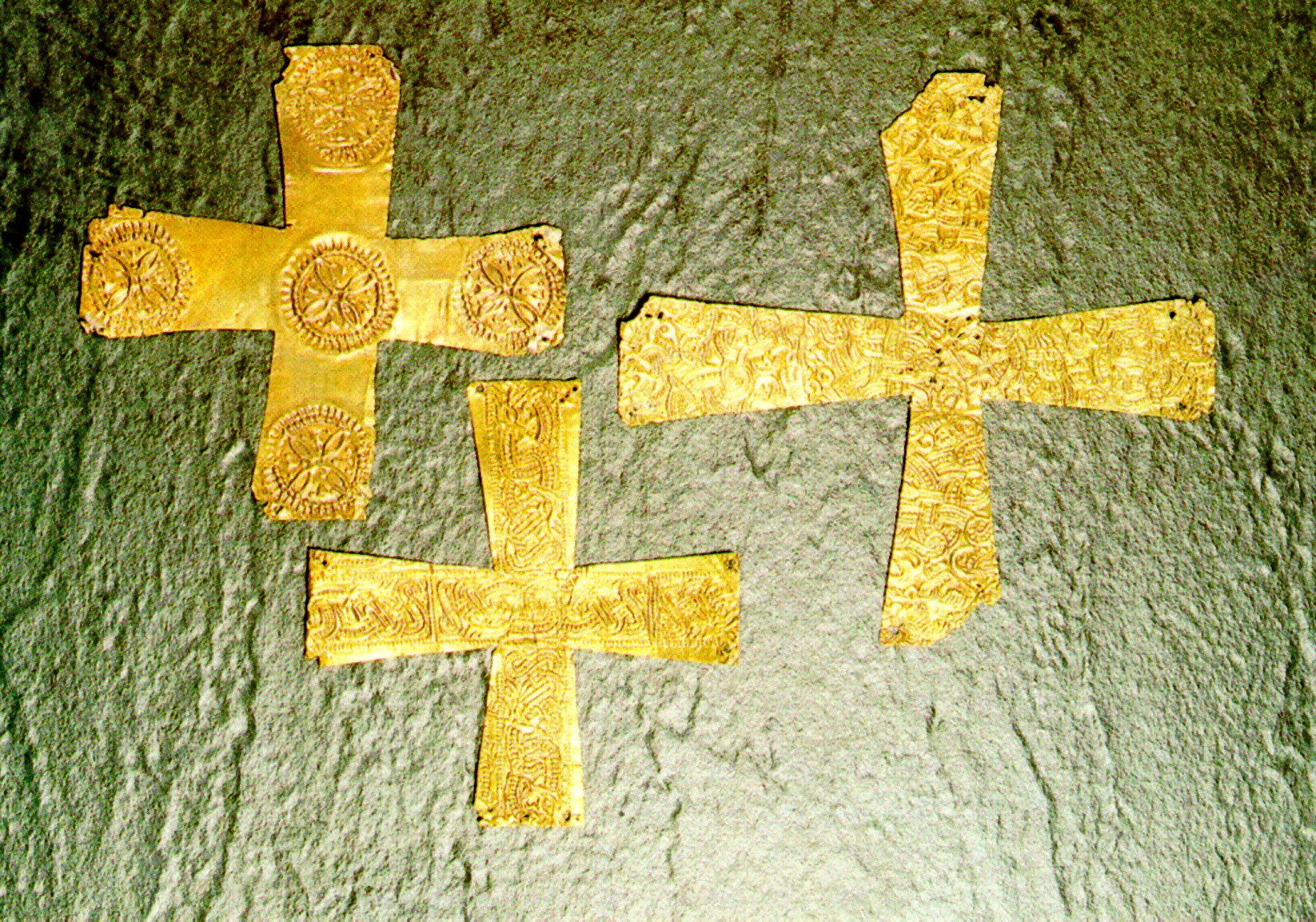
Crocette longobarde

Nello stesso atto è nominato per la prima volta il toponimo Lemennis che sarebbe diventato successivamente l'odierno Almenno.

## Lemine
Lemine era un ampio comprensorio territoriale che si estendeva tra il fiume Brembo a est, la Valle Taleggio a nord, il fiume Adda a ovest e il territorio di Brembate a sud, una struttura triangolare capovolta il cui vertice era costituito dalla confluenza del Brembo nell'Adda.
Lemine era stata interessata da una certa antropizzazione fin dalla protostoria. In epoca storica è documentata la presenza dei Galli Cenomani, tradizionali alleati di Roma, come testimoniato, oltre che da Tito Livio, anche da Strabone.
(Strabone, Geografia, V 1 9, trad. M. Biraschi, Milano, BUR, 1988)

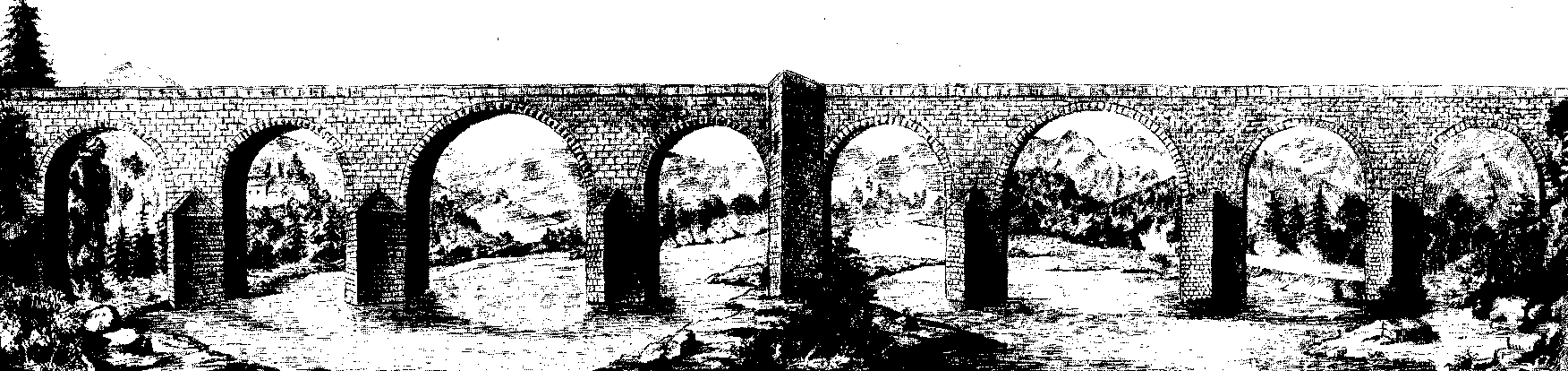
Ponte di Lemine

Pagus romano, particolarmente importante per la posizione geografica, era attraversato da una strada militare che collegava Bergamo a Como e che scavalcava il Brembo, in prossimità di un'altura difesa da un castrum, con il grandioso Ponte di Lemine.

## Corte longobarda
Lemine, dopo la caduta dell'Impero romano d'Occidente, del regno gotico e dopo l'invasione longobarda condotta da Alboino, 569, entrò a fare parte del ducato di Bergamo retto da Wallari, primo duca di Bergamo.
(Paolo Diacono, Historia Langobardorum, II, 32)
Dopo la morte di Clefi, successore di Alboino, e i dieci anni della cosiddetta anarchia longobarda, i duchi restaurarono nel 584 la monarchia; elessero re Autari, figlio di Clefi, e costituirono un patrimonio regio cedendo la metà dei propri possedimenti.
Il duca Wallari cedette la parte del Ducato di Bergamo a occidente del Brembo, il comprensorio di Lemine, trattenendo per sé la parte orientale.
Lemine, che aveva mantenuto durante l'epoca romana e gota una propria individualità geopolitica, divenne con i Longobardi una corte regia anche per la presenza occasionale del re, che ne evidenziava l'importanza.
(B. Belotti, op. cit. in bibliografia.)

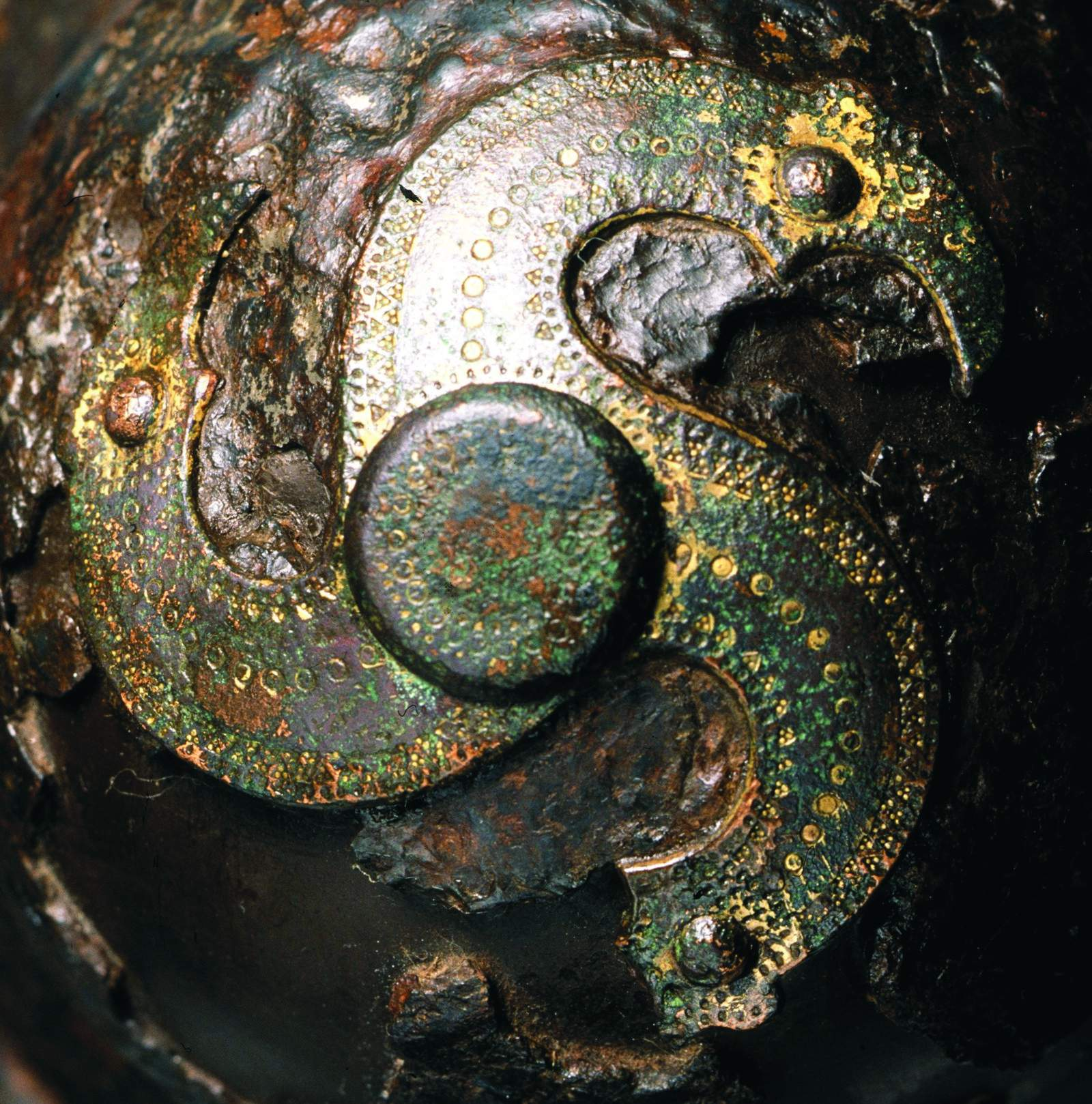
Umbone longobardo

Il centro politico-amministrativo longobardo di Lemine si trovava sul rilievo orografico, che era stato sede del castrum più importante del territorio, sovrastante il ponte romano, l'attuale piazza Madonna del Castello di Almenno San Salvatore, che nel nome stesso ne ricorda l'ascendenza politico-militare.
Questo sito divenne sede degli edifici del potere longobardo il più importante dei quali era il Sacrum Palatium che svolgeva prevalentemente funzioni di centro della fiscalità longobarda.
Nulla degli edifici longobardi è sopravvissuto alla distruzione di Lemine Inferiore del 1443 voluta da Andrea Gritti, podestà veneto di Bergamo, per ritorsione contro i ghibellini del posto che si erano schierati con i Visconti nella guerra con li opponeva alla Serenissima.

## Epilogo
Con la sconfitta di Desiderio, l'ultimo re longobardo, ad opera di Carlo Magno, 774, la corte regia di Lemine fu acquisita al patrimonio dei re franchi.
Il 26 febbraio 875 Ludovico il Germanico concesse alla nipote Ermengarda, figlia dell'imperatore Ludovico II, la Lemin curtis, che da corte regia divenne un mero bene patrimoniale.
Della presenza longobarda in Lemine e della loro corte sono rimaste solo notizie documentali e pochi resti archeologici oltre il loro ricordo nella popolazione.
Ancora oggi la gente del posto tende ad attribuire ai Longobardi quasi ogni cosa che sa di antico come il ponte romano di Lemine che è indicato, anche presso gli organi istituzionali, come il Ponte della Regina per esserne stata attribuita erroneamente la costruzione alla regina longobarda Teodolinda.